# Very Large Ore Carrier

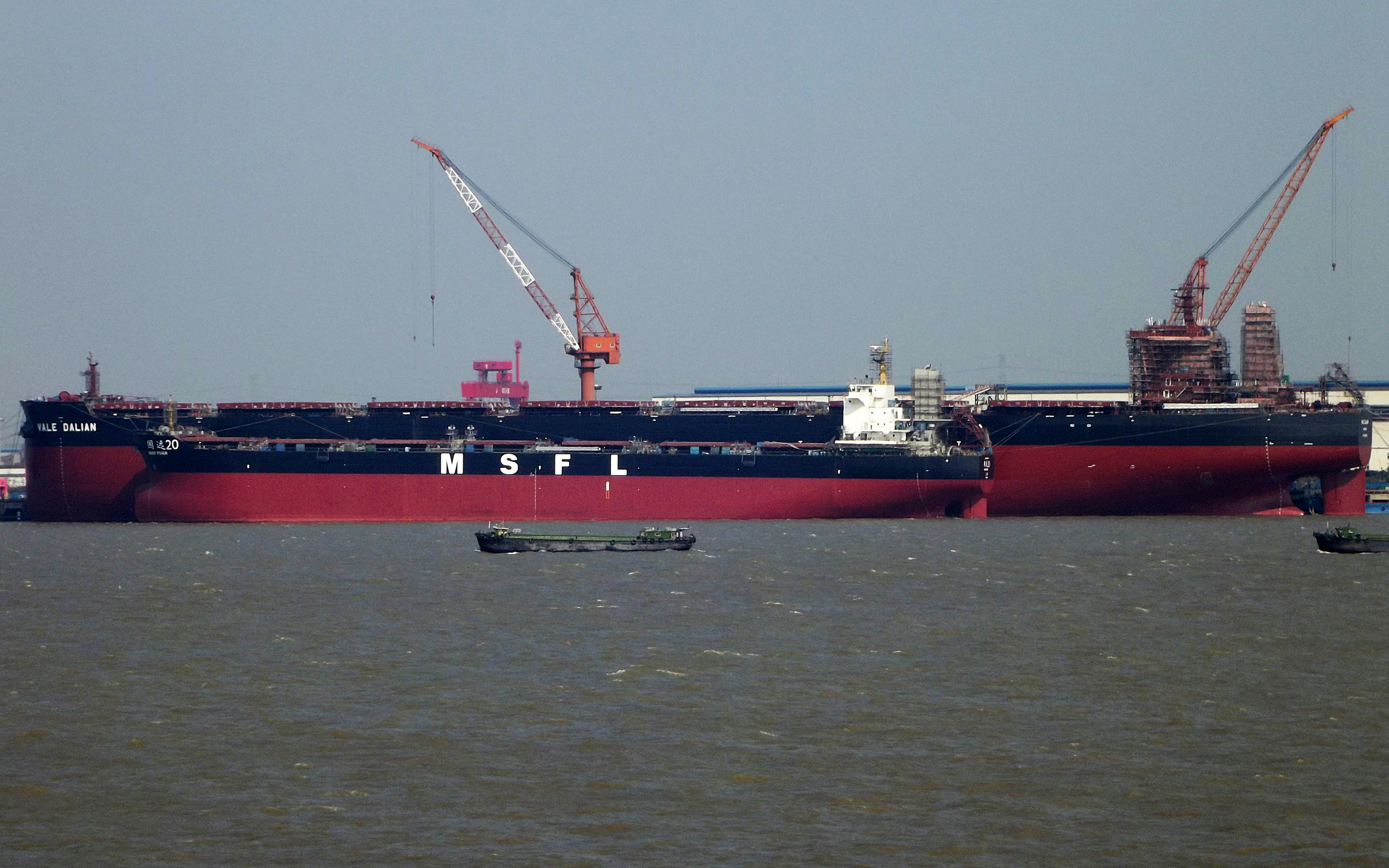
400.000-Tonnen-Schiff (VLOC) Vale Dalian, das auf der Jinagsu Rongsheng-Werft in China gebaut wird, fotografiert zusammen mit einem 75.750 DWT Panamax-Schiff Guo Yuan 20

Unter der Größenbezeichnung Very Large Ore Carrier (VLOC) (englisch für sehr großer Erzfrachter) versteht man die Gruppe der größten zurzeit im Erztransport eingesetzten Schüttgutfrachter. Die nächsthöhere Größenbezeichnung ist Ultra Large Ore Carrier (ULOC) (englisch für extrem großer Erzfrachter).

## Einzelheiten
Die Größenangabe bezeichnet Erzfrachter, die mehr als 200.000 Tonnen Erz transportieren können. Das größte Schiff dieser Art war über nahezu eineinhalb Dekaden die 1986 in Südkorea gebaute Berge Stahl mit 364.768 Tonnen. Seit Ende März 2011 hat die Vale Brasil mit 402.347 Tonnen Ladekapazität diesen Titel inne.